# Брюммер, Франц
Франц Брюммер (нем. Karl Wilhelm Franz Brümmer; 17 ноября 1836, Вустерхаузен, ныне земля Бранденбург — 30 января 1923, Мюнхен) — немецкий библиограф и педагог.
Сын сапожника. В 1854 г. поступил в учительскую семинарию в Кёпенике, по окончании которой в 1856 г. начал работать учителем в Цеденике, затем преподавал в Треббине, а в 1863—1905 гг. в Науэне, исполняя также обязанности органиста и, с 1879 г., содиректора школы для мальчиков.
Публиковал статьи по педагогике начиная с 1860 г. В 1879 г. составил и опубликовал антологию «Домашние сокровища немецкой лирики после 1849 года» (нем. Hausschatz deutscher Lyrik seit 1849.), задуманную как продолжение вышедшей в 1849 г. одиннадцатитомной антологии немецкой поэзии Карла Гёдеке. В 1880-е гг. составил и снабдил предисловием поэтические сборники Августа Копиша и Йозефа фон Эйхендорфа, новые издания «Немецкого национального характера» Ф. Л. Яна, «Переписки Гёте с ребёнком» Беттины фон Арним и другие книги.
Наиболее важной была работа Брюммера над справочными изданиями. В 1875—1876 гг. он опубликовал двухтомный «Словарь немецких поэтов» (нем. Deutsches Dichter-Lexikon), за следующее десятилетие расширил его до «Словаря немецких поэтов и прозаиков» (нем. Lexikon der deutschen Dichter und Prosaisten; 1884—1885) — также в двух томах, из которых второй был посвящён авторам XIX века, а первый — более ранним. Часть словаря, посвящённая авторам новейшего времени, постоянно дополнялась Брюммером, её шестое издание вышло в 1913 г. уже в восьми томах и включало около 10 тысяч авторов, из которых более чем с половиной Брюммер вступил в переписку, уточняя сведения. Многие десятки статей Брюммер написал для энциклопедии Allgemeine Deutsche Biographie.